# Фъндъклъ
Фъндъклъ (на турски: Fındıklı) е село в Източна Тракия, Турция, вилает Чанаккале.

## География
Селото се намира на Галиполския полуостров, на 12 километра северозападно от Галиполи.

## История
В XIX век Фъндъклъ е гръцко село в Галиполския санджак на Одринския вилает на Османската империя. Според статистиката на професор Любомир Милетич в 1913 година във Фъндъклѫ́ живеят 150 гръцки семейства.